# Wentorf (Szlezwik-Holsztyn)
Wentorf – gmina w Niemczech w kraju związkowym Szlezwik-Holsztyn, w powiecie Herzogtum Lauenburg, wchodzi w skład Związku Gmin Sandesneben-Nusse.